# Fußballländerspiel Schottland – England 1872

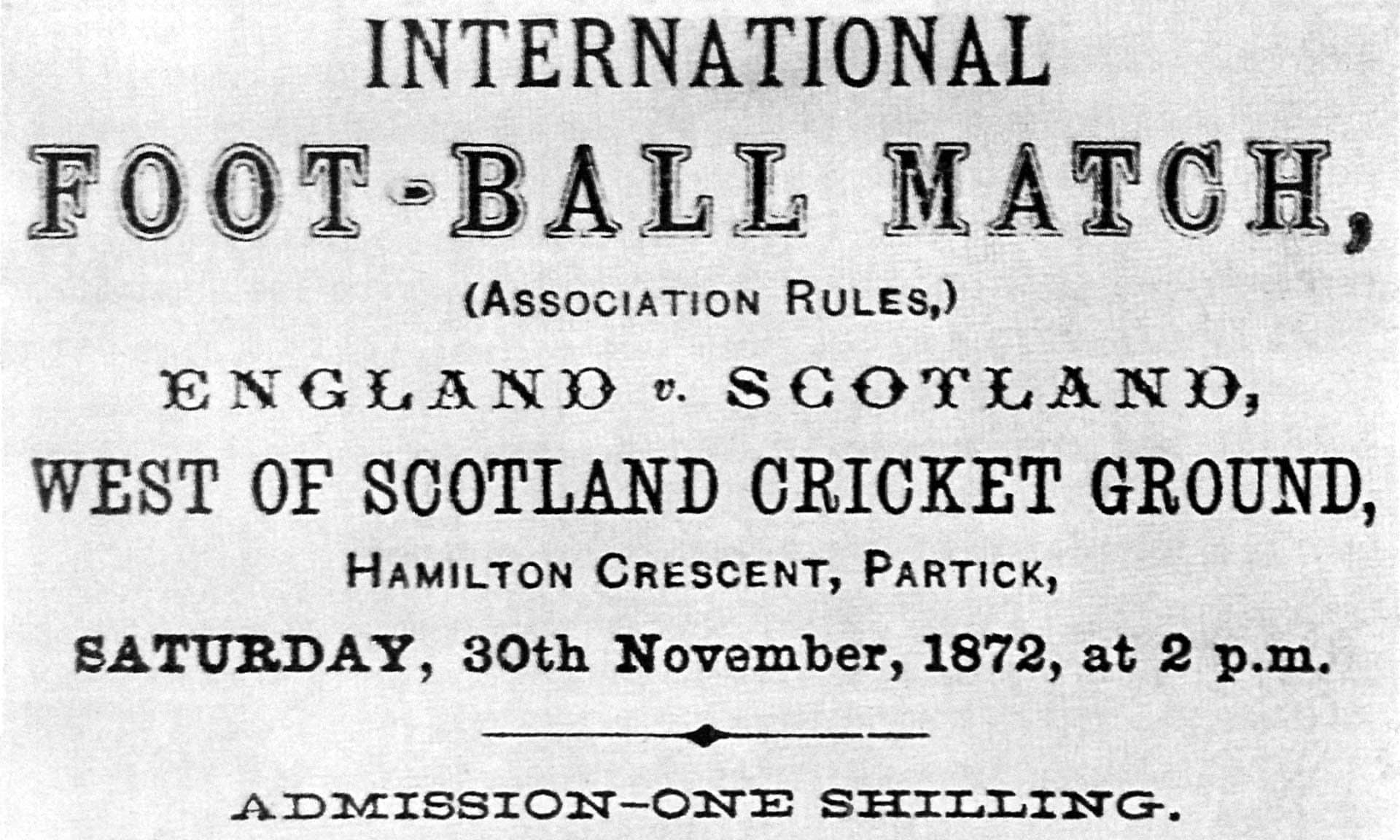
Werbeposter für das Match

Das Fußballländerspiel Schottland – England fand am 30. November 1872 zwischen den Nationalmannschaften beider Länder in Glasgow statt. Es wird von der FIFA offiziell als das erste Länderspiel in der Geschichte des Fußballs anerkannt. Das Spiel wurde von 4.000 Zuschauern verfolgt und endete mit einem 0:0-Unentschieden.

## Hintergrund
Nach öffentlichen Aufforderungen des Sekretärs des englischen Fußballverbands (FA), Charles Alcock, in den Zeitungen von Glasgow und Edinburgh fand das erste von fünf Spielen zwischen englischen und schottischen Mannschaften am 5. März 1870 in London im Oval Cricket Ground statt und endete mit einem 1:1-Unentschieden. Vier weitere Partien zwischen November 1870 und Februar 1872 endeten mit drei englischen Siegen und einem Unentschieden. Die meisten der schottischen Spieler stammten jedoch aus London und spielten nicht bei schottischen Klubs, was für Unzufriedenheit in Schottland sorgte. Alcock bot daraufhin eine weitere Partie mit einer schottischen Mannschaft aus Schottland an und schlug den Norden Englands als Austragungsort vor. 1872 nahm Queen’s Park als führender schottischer Verein das Angebot von Alcock an, obwohl es noch keinen schottischen Fußballverband gab, der dies genehmigen konnte. Das Spiel wurde für den 30. November (St. Andrew's Day) angesetzt, und als Austragungsort wurde das Stadion des West of Scotland Cricket Club, der Hamilton Crescent in Partick festgelegt.

## Spielbericht

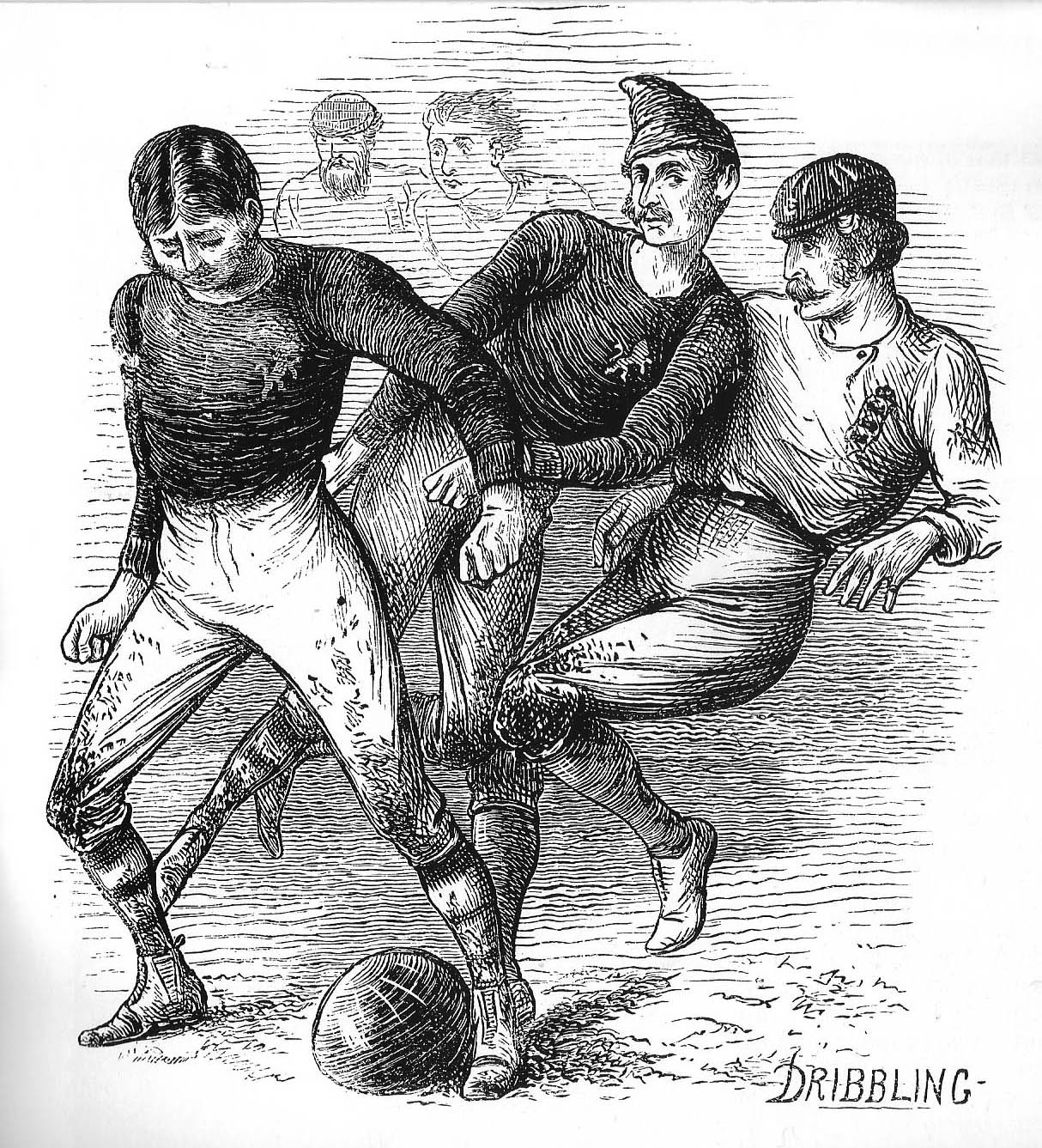
Illustration des Spiels

Die meisten Spieler von Schottland spielten für Queen's Park, während England mit einer Elf von 9 verschiedenen Klubs antrat, darunter von Crystal Palace, Notts County, Sheffield Wednesday und der Auswahl der University of Cambridge. Die Mannschaften für dieses Spiel wurden „mit einigen Schwierigkeiten zusammengestellt, da jede Seite einige ihrer besten Männer fast im letzten Moment verloren“. So konnte FA-Funktionär Charles Alcock aufgrund einer Verletzung nicht antreten. Das Spiel, das ursprünglich für 14 Uhr angesetzt war, wurde um 20 Minuten verschoben. Die 4.000 Zuschauer zahlten einen Schilling Eintritt, derselbe Betrag, der auch beim FA-Cup-Finale 1872 erhoben wurde.
Die Schotten trugen dunkelblaue Hemden und die Engländer weiße Hemden. Die Engländer trugen während des Spiels Mützen, während die Schotten rote Kutten trugen. Das Spielfeld war durch drei Tage Regen zuvor noch aufgeweicht. Die schottische Formation bestand aus zwei Außenverteidigern, zwei Innenverteidigern und sechs Offensivspielern, während die englische Mannschaft aus einem Außenverteidiger, einem Innenverteidiger und acht Offensivspielern bestand. Die Schotten sollen in der ersten Hälfte einen Vorteil gehabt und die Engländer dominiert haben, auch da die meisten schottischen Spieler regelmäßig zusammenspielten. Den Schotten wurde in der ersten Halbzeit ein Tor aberkannt. In der zweiten Halbzeit wendete sich jedoch das Blatt. Zeitung The Scotsman bemerkte: „In der ersten Hälfte des Spiels hat die englische Mannschaft nicht so gut zusammengearbeitet, aber in der zweiten Hälfte ließ sie in dieser Hinsicht nichts zu wünschen übrig.“ Das Spiel endete schließlich torlos und beide Mannschaften gingen nach dem Spiel miteinander essen.
Trotz der fehlenden Tore löste das Spiel Begeisterung in der Presse aus. Die Aberdeen Press and Journal bezeichnete es als „das beste Spiel, das je in Schottland zu sehen war“. Die Sportzeitschrift The Field schrieb: „Das Ergebnis wurde von den Zuschauern mit stürmischem Beifall aufgenommen, und die Jubelrufe, die jede Elf für ihre Gegner ausstieß, wurden von den Zuschauern fortgesetzt, bis das letzte Mitglied der beiden Mannschaften verschwunden war“, und: „Das Spiel war in jeder Hinsicht ein großer Erfolg, denn das Spiel war durchweg so lebhaft und angenehm, wie man es sich nur vorstellen kann.“

## Aufstellung
| Paarung        | Schottland – England |
| Ergebnis       | 0:0 |
| Datum          | 30. November 1872 |
| Stadion        | Hamilton Crescent, Glasgow |
| Zuschauer      | 4.000 |
| Schiedsrichter | William Keay ( Schottland) |
| Tore           | keine |
| Schottland     | Robert Gardner, William Ker, Joseph Taylor, James Thomson, James Smith, Robert Smith, Robert Leckie, Alex Rhind, Billy Mackinnon, James Weir, David Wotherspoon                                        |
| England        | Robert Barker, Harwood Greenhalgh, Reginald Courtenay Welch, Frederick Maddison, William Maynard, John Brockbank, Charles Clegg, Arnold Kirke Smith, Cuthbert Ottaway, Charles Chenery, Charles Morice |